# Thomas G. Greiner
Thomas G. Greiner (* 24. September 1966 in Weilheim in Oberbayern) ist ein deutscher nebenberuflicher Blasmusik-Komponist und -Arrangeur, der als Statistiker und Landwirt arbeitet.

## Leben
Thomas Greiner, Sohn eines Zimmerers, wuchs im oberbayerischen Huglfing auf und schrieb im Alter von etwa 13 Jahren seine ersten Polkas. Autodidaktisch erweiterte er sein Wissen im Bereich der Satztechnik, Harmonisierung und Instrumentation. Nach dem Abitur studierte er an der LMU München Statistik und arbeitete daraufhin im Landesamt für Statistik. 1995 veröffentlichte Freek Mestrinis Wertach Musikverlag mit dem Medley Italia ti amo erstmals ein Werk Greiners. Im Jahr 2003 sandte Greiner dem Dirigenten und Komponisten Guido Henn seine Komposition Ferienzeit, der diese daraufhin mit seinem Orchester Guido Henn und seine Goldene Blasmusik auf dem Album Böhmische Musikantengrüße veröffentlichte. Seitdem besteht zwischen beiden eine enge Zusammenarbeit. Thomas Greiner gründete 2011 den Panorama-Musikverlag.
Greiner spielte bei der Musikkapelle Habach Trompete und Flügelhorn, bis er auf das Waldhorn umstieg. Zehn Jahre lang leitete er die Musikkapelle Huglfing.
Thomas G. Greiner ist verheiratet, hat drei Kinder und lebt im Antdorfer Ortsteil Rieden. Er arbeitet seit 2012 in der Landesentwicklung sowie im landwirtschaftlichen Betrieb seiner Frau.

## Werke (Auswahl)
Greiners Kompositionen werden unter anderem von Guido Henn und seiner Goldenen Blasmusik, Ernst Hutter und den Egerländer Musikanten, der Scherzachtaler Blasmusik, den Schwindligen 15 und der Bauernkapelle Mindersdorf aufgeführt.
Walzer
- Für dich, HeBu-Musikverlag, 2011

Polkas
- Musikantenleben (gewidmet Ernst Hoffmann zum 80. Geburtstag)
- Tenoristentraum (Solo für zwei Tenorhörner und Blasorchester), Wertach Musikverlag
- Freundschaft fürs Leben (gewidmet der Musikkapelle Wössen zum 100-jährigen Jubiläum), Panorama-Musikverlag, 2011
- Hubavenka-Polka (gewidmet der Musikkapelle Hubavenka), Panorama-Musikverlag, 2013
- Jugendstreiche (gewidmet der Jugendkapelle Habach), Klarus-Musikverlag, 2009
- Böhmisches Musikantenherz, HeBu Musikverlag
- Ferienzeit, HeBu Musikverlag
- Raphael, HeBu-Musikverlag, 2011
- Kleine Antonia, HeBu-Musikverlag, 2008

Märsche
- Weites Land (Konzertmarsch in honorem Ernst Hoffmann), Panorama-Musikverlag, 2016
- Panorama-Marsch, HeBu Musikverlag
- Der Weg ist das Ziel, Panorama-Musikverlag
- Klingendes Oberland (Konzertmarsch), Wertach Musikverlag
- Gföller-Marsch (Arrangement), Wertach Musikverlag

Sonstiges
- Looping (Galopp für vier Trompeten und Blasorchester), Panorama-Musikverlag, 2015
- Italia ti amo (Medley im Big-Band-Stil), Wertach Musikverlag, 1995
- Jubilo-Fanfare, Wertach-Musikverlag
- Goldene Walzerträume (Potpourri), HeBu Musikverlag, 2004